# Astiphromma taiwulengense
Astiphromma taiwulengense là một loài tò vò trong họ Ichneumonidae.